# Alfonso Alcalde
Alfonso Alcalde Ferrer (Punta Arenas, 28 de septiembre de 1921 - Tomé, 5 de mayo de 1992) fue un periodista, escritor, guionista y poeta chileno.

## Biografía
Sus estudios básicos los realizó en el colegio inglés de Punta Arenas, ciudad donde también recibió cursos de piano. A los doce años, su padre, el español de La Rioja, Ángel Alcalde, lo envió a continuar sus estudios en Santiago. Es en esta época cuando abandona el colegio e inicia un período de errancia, que lo llevó, primero, al Chaco argentino, luego siguió camino hacia Córdoba, y después a Tucumán, Salta, Jujuy, Buenos Aires, para, continuar posteriormente a Bolivia, específicamente a Oruro. Durante este peregrinaje juvenil, Alfonso Alcalde realizó diversos oficios, tales como: cuidador de plazas, camarero, ayudante de mineros y auxiliar de funeraria. Dentro de las vicisitudes que enfrentó en esa época está el paludismo. Luego de estar al borde de la muerte, logró ser repatriado por vía marítima a Valparaíso, gracias a la ayuda de Marta Brunet, en ese entonces funcionaria de la embajada chilena  en Argentina. 
En su obra Breve autoalabanza biográfica en 1991 (Ediciones Árbol de la palabra, Santiago), describió sus aventuras de juventud. «Trabajé vendiendo urnas, contrabandeando caballos desde Santa Cruz de la Sierra (Bolivia) a través del Matto Grosso, cuidando animales en un circo de fieras (cebras, elefantes, leones, osos) y ayudante de la Mujer de Goma y del Tragafuegos y Payasos, personajes que aparecen y desparecen en varios de los textos con el obsesivo tema del circo. Fui guionista de cine, radio, teatro y televisión. También traté de ganarme la vida en un bar pendenciero, nochero de un hotel de pasajeros urgentes y en las entrañas de las minas de estaño de Potosí trabajé como ayudante de carpintero en los socavones. Fui también pescador y vagabundo libre y total en los trenes que siempre partían al norte por el continente americano. Conozco mi país de la cabeza a los pies (dirigí la colección Nosotros los Chilenos de Quimantú) y su pueblo compartiendo vidas, dolores, trabajos, masacres, alegrías y resucitamientos».
También en una entrevista a la «Revista de Libros» de El Mercurio (4 de agosto de 1996) cuenta sus peripecias: «fui contrabandista de cadáveres. Ascendí a un nuevo cargo, que era transportar a los muertos de una frontera a otra, entre Argentina y Brasil, para que saliera más barato el entierro. Me instalaba en un auto muy tieso, con el difunto sentado a mi lado, muy maquilladito para no despertar sospechas, y cruzábamos el peligro (...) al otro lado teníamos listo el ataúd y el nuevo maquillaje».
En periodismo Alcalde fue colaborador del diario El Sur de Concepción y de las revistas, Ercilla y Vistazo. Fue asimismo en 1964, jefe de radio. de la campaña presidencial de Salvador Allende y posteriormente jefe de prensa en radio Bío Bío de Concepción, y profesor de Periodismo en la Universidad de Concepción.
En su labor de editor fue creador de la colección Nosotros los chilenos en la Editorial Quimantú y guionista de Canal 13. 
Alcalde escribió más de 30 libros de diversos géneros, incluyendo poesía, cuento, novela, biografía, cuentos infantiles, reportajes y documentales. Después del golpe de Estado de 1973, Alcalde marchó al exilio junto con su mujer Ceidy Utichinsky y su familia. Primero residió en Bucarest, Rumanía, donde se relacionó con otros poetas expatriados chilenos: Omar Lara, Sergio Badilla Castillo, y Tito Valenzuela; luego en un kibutz en Israel y finalmente en Ibiza, España, antes de regresar a Chile. 
Sus últimos años los pasó en Tomé, donde compartió con varios escritores y artistas locales lo que llamó «La galaxia de Tomé». Luego de una larga depresión,  agravada por problemas a la vista (glaucoma) que le impedían seguir escribiendo, se suicidó el 5 de mayo de 1992, colgándose de un cinturón en un pequeño cuarto que arrendaba. Sus restos descansan en el cementerio municipal de Tomé, frente al mar.

## Trayectoria literaria
El primer libro de poesía de Alcalde, Balada para una ciudad muerta (1947) impresionó a Pablo Neruda, quien escribió su prólogo. En la celebración con sus amigos de la publicación, Alcalde quemó gran parte de la tirada. Más tarde explicaría que «fue un trabajo inmaduro y precipitado. El hecho de llevar una presentación de Neruda -una de las primeras que dedicó a un joven escritor- significaba una enorme responsabilidad. Pero al destruir ese libro contraje el compromiso de empezar a escribir Panorama, un poema épico en cuatro tomos».
Sus obras recibieron premios y críticas favorables. José Donoso afirmó que su libro de cuentos El auriga Tristán Cardemilla, «era la mejor prosa de su generación», mientras que Alone dijo que «por momentos competía con Cortázar». 
Ignacio Valente, en El Mercurio de Valparaíso, el 4 de marzo de 1969, expresó: «Variaciones sobre el Tema del Amor y de la Muerte, es uno de los poemas más notables que se hayan escrito en Chile en los últimos años. Bajo la fuerza casi violenta de la compasión por todo lo desdichado y maltrecho del hombre, se crean ahí unas atmósferas densas donde el lenguaje poético brota a la vez con una fluidez sorprendente, como arrastrado por corrientes de fondo y con una exactitud cruel y siempre nueva para nombrar el dolor y la ternura».
Durante el gobierno de la Unidad Popular se destacó por sus reportajes sociales y por la traducción al inglés, en 1972, de su libro de poemas Variaciones sobre el tema del amor y de la muerte.
En su exilio sufrió por el desarraigo. En sus propias palabras: «Nosotros vivimos una gran desolación insertos en la cultura europea. La soledad del hombre tocó nuestra propia soledad. Ese debe ser el libro más amargo que he escrito. Creo que habíamos idealizado ciertas situaciones de orden teórico y fue difícil aceptar la realidad. Ahí parece que tocamos fondo, inevitablemente. Será otro libro, no más que los otros, pero es un libro desolador. Y esto se vio agravado porque vivimos en la isla de Ibiza, en las Baleares, que es el resumidero de la gran decadencia de Occidente y ahí entre grupos de hippies, entre grandes buscadores de la verdad, exorcistas, sacerdotes de las religiones más curiosas, vivimos también nuestra pequeña desolación, vimos al hombre sin destino».
Retornó a Chile en 1979, donde se desempeñó como periodista en varios medios y escribió para revistas. Escribió por encargo la autobiografía del conductor de televisión «Don Francisco», Mario Kreutzberger.
Sus obras han sido montadas para teatro por el grupo Ictus de Santiago en la obra Tres noches de un sábado, la pieza final de la trilogía, Paraíso para uno es de Alcalde. Con posterioridad a su muerte en 1996, director Andrés Pérez montó en Santiago La consagración de la pobreza, un retablo que narra el mundo popular a partir de la vida y milagros de un grupo circense.

## Obras

### Poesía
- Balada para una ciudad muerta. Editorial Nascimento. Prólogo de Pablo Neruda. 1946.
- Variaciones sobre el tema del amor y de la muerte. 1958.
- El panorama ante nosotros. Editorial Nascimento. 1969.
- Ejercicio sobre el tema de la rosa. 1969.
- Epifanía cruda
- Poemas para recitar cuando llegan las visitas.
- Siempre escrito en el agua. Edición de Naín Nómez. Lom Ediciones. 1992.
- Vecino. Antología poética. Prólogo y selección de Vicente Undurraga. Editorial Lumen, 2022.

### Novela
- Puertas adentro. 1969.

### Cuentos
- El auriga Tristán Cardenilla. Editorial Zig-Zag. 1967.
- Alegría provisoria. Editorial Nascimento. 1969.
- El árbol de la palabra.
- Las aventuras del Salustio y el Trúbico. Editorial Quimantú. 1973.
- El peregrino del golfo. Editorial La Minga, 1985.
- Sacristía de los ángeles eróticos o 114 cuentecillos de mala muerte.
- La boca, la boca

### Cuentos infantiles
- Las aventuras de la pulga Micaela.

### Biografías
- Gente de carne y hueso. Ediciones Valores Literarios. 1971.
- Marilyn Monroe que estás en el cielo. Biografía testimonial. Editorial Universitaria de Valparaíso, 1972.
- Salvador Allende. Biografía documental. Editorial Crisis. Buenos Aires, 1974.
- Toda Violeta Parra. Biografía antológica. Ediciones de la Flor. Buenos Aires, 1974.
- Don Francisco ¿Quién soy?. Telebiografía de Mario Kreutzberger.

### Reportajes periodísticos
- Vivir o morir. El drama de los resucitados de las nieves. Editorial Quimantú. 1973.
- Comidas y bebidas de Chile.
- Reportaje al carbón.
- Vivir en Chile.